# Смрт (тарот карта)
Смрт (XIII) је 13. адут или карта Велике Аркане у већини традиционалних тарот шпилова. Користи се у тарот играма као и у прорицању. Карта обично приказује Жетеоца, а када се користи за прорицање често се тумачи за означавање великих промена у животу.

## Опис
Неки шпилови, као што су тарот из Марсеја и Висконти-Сфорца, изостављају име са карте, називајући га „карта без имена“, често са импликацијом ширег значења од дословне смрти. Постоје и шпилови који Смрт називају „Препород” или „Смрт-Препород”.
Карта смрти обично приказује Жетеоца, тј. персонификацију смрти. У неким шпиловима, Жетеоц јаше бледог коња, а често носи срп или косу. Око Жетеоца су мртви и умирући људи из свих класа, укључујући краљеве, бискупе и обичне људе. Рајдер-Вејт шпил приказује костур који носи црни стандард украшен Белом ружом Јорка.

## Тумачење
Према Едену Греју и другим ауторима на ову тему, неуобичајено је да ова карта заправо представља физичку смрт, већ обично имплицира крај, могуће везе или интересовања, а самим тим и повећан осећај самосвести.
У ствари, Греј ову карту тумачи као промену размишљања са старог на нови начин. Коњ којег Смрт јаше гази преко лежећег краља, што симболизује да чак ни краљевска породица не може зауставити промене.
Карта, извучена обрнуто, може се тумачити као стагнација и немогућност кретања или промене према Греју.
Према књизи А. Е. Вејта из 1910. године Сликовни кључ тарота, карта смрти носи неколико прорицатељских асоцијација:
13. Смрт. - Крај, смртност, уништење, распадање; такође за мушкарца - губитак доброчинитеља; за жену - многе контрадикције; за слушкињу - неуспех брачних пројеката. Обрнуто: "инертност, Сан, летаргија, фосилизација, сомнамбулизам; нада уништена.
Карта смрти је у астрологији повезана са хороскопским знаком Плутонa и Шкорпије.

## Друге верзије
- У митском тарот шпилу, Смрт је приказана од стране Хада .
- У тарот шпилу Сунце и Месец, Смрт је приказана као жена окупана у ватри са крилима. Назива се "Смрт-поновно рођење"
- У тарот шпилу Стар Спиннер, Смрт је приказана како Никс држи своје дете, Танатоса